# Mario Venanzi
Mario Venanzi (Milano, 15 settembre 1913 – Milano, 6 febbraio 1995) è stato un politico e avvocato italiano.
È stato cremato nel cimitero di Lambrate, e le sue ceneri sono state ivi tumulate in una celletta del "Laghetto cinerario".